# Jenišov
Jenišov (německy Janessen) je obec v okrese Karlovy Vary v Karlovarském kraji. Žije zde přibližně 1 200 obyvatel.
Od roku 2009 žije v obci český hokejový trenér Radim Rulík.

## Historie
První písemná zmínka o vesnici pochází z roku 1390, samosprávnou obcí je od roku 1850. Mezi lety 1806 až 1928 se v Jenišově těžilo hnědé uhlí. Na katastru obce v té době bylo postupně otevřeno více než 20 důlních děl. Vedla odtud lanovka na uhlí až na nádraží do nedalekého Chodova. Po roce 1928 a útlumu těžby uhlí se obec postupně stává zemědělskou vesnicí. V letech 1938 až 1945 byla obec přičleněna (v důsledku uzavření Mnichovské dohody) k nacistickému Německu. Po odsunu německého obyvatelstva v roce 1946 se v obci pouze bouralo.
Kolem roku 1968 byl v obci postaven panelák s šesti byty. Větší výstavba zde nastala po roce 1983, kdy byla postavena opravárenská hala Státních statků závodu služeb Jenišov. V osmdesátých letech 20. století byla postavena prodejna potravin, areál závodu STS Toužim a čtyři rodinné domy typu okál. Po odtržení obce došlo k velkému stavebnímu rozvoji. Za posledních deset[kdy?] let zde bylo postaveno více než 140 rodinných domů a počet obyvatel se více než zdvojnásobil. Obec nemá žádnou historickou stavbu a je v ní pouze kaplička z roku 1849 a tři chráněné duby.
Spor o budoucnost obce vyvolal ruský investor, který má za cíl postavit domy pro šest set lidí,[kdy?] čímž by se počet obyvatel obce téměř zdvojnásobil. Proti plánu se postavili občané obce. Petici s nesouhlasným stanoviskem podepsalo více než 200 obyvatel obce. Investor usiluje o schválení projektu stavebním úřadem v Karlových Varech.
V říjnu 2014 proběhlo v obci referendum o těžbě kaolinu v katastru obce Jenišov. Občané obce Jenišov dali jasné ne těžbě kaolinu. 91,4 % zúčastněných v platném referendu nesouhlasí s těžbou kaolinu v katastru obce.

## Přírodní poměry
Okolí obce tvoří především zemědělské plochy a pozemky k výstavbě nových domů. Protéká zde bezejmenná vodoteč, na které leží tři rybníky. Východně od obce se nachází dominantní zalesněný vrch tvořený tělesem Loketské výsypky.

## Obyvatelstvo
Při sčítání lidu v roce 1921 ve vsi žilo 1 122 obyvatel (z toho 568 mužů), z nichž bylo patnáct Čechoslováků, 1 087 Němců a dvacet cizinců. Převážná většina se hlásila k římskokatolické církvi (1 104 obyvatel), ale žilo zde také dvanáct evengelíků, čtyři židé, jeden člen nezjišťovaných církví a jeden člověk bez vyznání. Podle sčítání lidu z roku 1930 měl Jenišov 1 406 obyvatel: 44 Čechoslováků, 1 342 Němců, jednoho příslušníka jiné národnosti a devatenáct cizinců. I tehdy převažovala římskokatolická většina (1 231 lidí), kromě které ve vsi žilo také 139 lidí bez vyznání, devatenáct evangelíků, deset členů církve československé, čtyři židé a tři členové nezjišťovaných církví.
| Rok            | 1869 | 1880 | 1890 | 1900  | 1910  | 1921  | 1930  | 1950 | 1961 | 1970 | 1980 | 1991 | 2001 | 2011 | 2021  |
| -------------- | ---- | ---- | ---- | ----- | ----- | ----- | ----- | ---- | ---- | ---- | ---- | ---- | ---- | ---- | ----- |
| Počet obyvatel | 628  | 778  | 895  | 1 203 | 1 338 | 1 122 | 1 406 | 496  | 379  | 332  | 294  | 306  | 332  | 838  | 1 071 |
| Počet domů     | 76   | 89   | 83   | 91    | 92    | 94    | 126   | 121  | 71   | 69   | 64   | 73   | 79   | 261  | 365   |

## Obecní správa
Mezi lety 1850–1975 Jenišov byl obcí v okrese Falknov (1869), posléze v okrese Karlovy Vary (1880–1930), poté v okrese Karlovy Vary-okolí (1950) a později opět v okrese Karlovy Vary. Od 1. července 1975 do 23. listopadu 1990 patřil jako část statutárního města ke Karlovým Varům a od 24. listopadu 1990 je opět samostatnou obcí.

### Části obce
- Jenišov
- Pod Rohem

V letech 1850–1879 k obci patřily i Počerny a v letech 1850–1949 také Tašovice.

### Obecní symboly
Znak a vlajka byly obci uděleny rozhodnutím předsedy Poslanecké sněmovny Parlamentu České republiky dne 28. listopadu 2000.

## Hospodářství
V obci se nachází hypermarkety Globus, Makro, Moebelix několik autosalónů a autoservisů, například značek BMW nebo Mercedes-Benz. Dále zde sídlí několik společností, zabývajících se například výrobou palet, ocelových kontejnerů nebo přívěsných vozíků.
V obci je vybudována oddílná kanalizace a rozvod zemního plynu.

## Doprava
Obcí prochází dálnice D6 a kříží se zde ze silnicí I/20.